# Camera dell'assemblea (Turks e Caicos)
La Camera dell'Assemblea è il parlamento unicamerale delle isole Turks e Caicos.
Dei 21 membri, 15 vengono eletti ogni 5 anni dai cittadini, 4 sono nominati dal Governatore di Turks e Caicos e 2 sono ex officio, cioè il Primo ministro ed il Governatore stesso.